# 索恩河畔自由城站
索恩河畔自由城站是法国的一个铁路车站，位于法国城市索恩河畔自由城。

## 位置
索恩河畔自由城站位于索恩河畔自由城市区的中部略偏南，巴黎－马赛铁路477公里处。该站大致呈南北走向，正门及主站房开口朝西。东侧亦有出入口，乘客可通过地下人行通道前往。

## 设施
索恩河畔自由城站设有人工售票窗口，其开放时间如下：
- 周一至周五：5:30~23:00
- 周六：6:00~22:00
- 周日及节假日：7:30~23:00

此外，索恩河畔自由城站内还设有自动售票机，站前设有社会车辆停车场及长途汽车站。

## 停靠线路
以下列车线路在索恩河畔自由城站停靠：
| 索恩河畔自由城站列车线路表       |      |                  |                  |              |
| 线路                             | 车种 | 上一站           | 下一站           | 大致运行频率 |
| 巴黎—里昂帕尔迪厄/佩拉什         | TER  | 索恩河畔贝尔维尔 | 圣日耳曼欧蒙多尔 | 每天6趟左右  |
| 第戎/马孔—里昂帕尔迪厄/佩拉什    | TER  | 索恩河畔贝尔维尔 | 圣日耳曼欧蒙多尔 | 每天6趟左右  |
| 马孔—里昂佩拉什/瓦朗斯           | TER  | 圣乔治德勒南     | 昂斯             | 每天17趟左右 |
| 索恩河畔自由城—里昂佩拉什/维埃纳 | TER  | （起点）         | 昂斯             | 每天15趟左右 |
| 1. 2.                            |      |                  |                  |              |

## 配套交通

### 长途客车
| 停靠索恩河畔自由城站的大巴车           |                                                              | |
| 上下车地点                             | 运营单位                                                     | 主要目的地 |
| 索恩河畔自由城长途汽车站 Gare routière | 罗讷-阿尔卑斯城际客运 Car Rhône-Alpes （页面存档备份，存于） | - 25线：索恩河畔克雷什、贝尔维尔、马孔-洛什TGV站 |
| 索恩河畔自由城长途汽车站 Gare routière | 安省城际客运 Car Ain                                         | - 119线：福尔芒河畔阿尔斯、沙拉罗讷河畔沙蒂永、蒙拉科勒、布雷斯地区布尔格 - 185线：米塞里约、圣厄费米、福尔芒河畔圣迪迪耶、特雷武 |
| 索恩河畔自由城长途汽车站 Gare routière | 罗讷省城际客运 Les cars du Rhône （页面存档备份，存于）      | - 115线：昂斯、莱谢尔、利雪 - 118线：里昂、阿泽尔格河畔沙宰、莫朗塞、昂斯、贝尔维尔 - 217线：格莱泽、列尔格、勒布瓦德万、塔拉尔、昂普勒皮 - 236线：阿尔纳、圣乔治德勒南、布拉塞、博热 - 265线：圣西尔勒沙图、尚博-阿利耶尔、格朗里、阿泽尔格河畔拉米尔、克拉韦索勒 - 360线：圣克莱芒-叙瓦尔索讷、瓦尔索讷、蒂济莱布尔 - 415线：蒙默拉-圣索尔兰、里沃莱、克拉韦索勒 - 436线：拉沙萨涅、昂斯 - 438线：昂斯、坎雪 - 467线：博若莱地区沃 - 468线：吕斯奈、香槟欧蒙多尔 - 470线：维尔叙雅尔尼乌 |
| 索恩河畔自由城长途汽车站 Gare routière | SNCF                                                         | 当某条铁路线施工或罢工时，SNCF可能也会提供途径该线路沿途站点的大巴车 |
| 1. 2. 3. 4. 5. 6.                      |                                                              | |

### 市内交通
| 索恩河畔自由城站附近的市内公共交通线路 |                      | |
| 公交车站名称                           | 位置                 | 停靠线路 |
| Gare 火车站                            | 索恩河畔自由城站门口 | - 全年运行线路： - 1路：利马-初级中学 ↔ 雅桑-里奥捷-利梅雷特/苏尔尚 - 2路：阿尔纳-学校 ↔ 索恩河畔自由城-弗朗公路 - 4路：利马-初级中学 ↔ 索恩河畔自由城-比尔多 - 周日及节假日停运线路： - 5路：格莱泽-市政厅 ↔ 利马-市政厅 - 周末及节假日停运线路： - 10路、11路、12路、14路、17路 - 预定公交线： - B线：火车站 ↔ 格莱泽-小格莱泽 - C线、D线、E线、F线 |
| 1.                                     |                      | |

## 临近车站
| 索恩河畔自由城站（Gare de Villefranche-sur-Saône） |                |                |
| 上行车站                                           | 线路           | 下行车站       |
| 圣乔治德勒南站 8.8km ←                             | 巴黎－马赛铁路 | 昂斯站 → 5.1km |
| - 本表仅显示运营中的线路及车站                     |                |                |